# 阿姆巴萨穆德拉姆
阿姆巴萨穆德拉姆（Ambasamudram），是印度泰米尔纳德邦蒂魯內爾維利縣（Tirunelveli）的一个城镇。总人口32681（2001年）。

## 人口
该地2001年总人口32681人，其中男性15862人，女性16819人；0—6岁人口2880人，其中男1501人，女1379人；识字率76.25%，其中男性为82.20%，女性为70.63%。